# Exército da República da China
O Exército da República da China (Taiwan) (em inglês: ROCA; chinês tradicional: 中華民國陸軍, pinyin: Zhōnghuá Mínguó Lùjūn) é o maior ramo das Forças Armadas da República da China. Estima-se que 80% do Exército ROC esteja localizado em Taiwan, enquanto o restante está locado nas ilhas menores de Kinmen, Matsu e Penghu.
Como a última linha de defesa contra uma possível invasão pelo Exército Popular de Libertação (em inglês: PLA), o foco principal é a defesa e contra-ataque contra investidas de anfíbio e guerra urbana.

## Organização

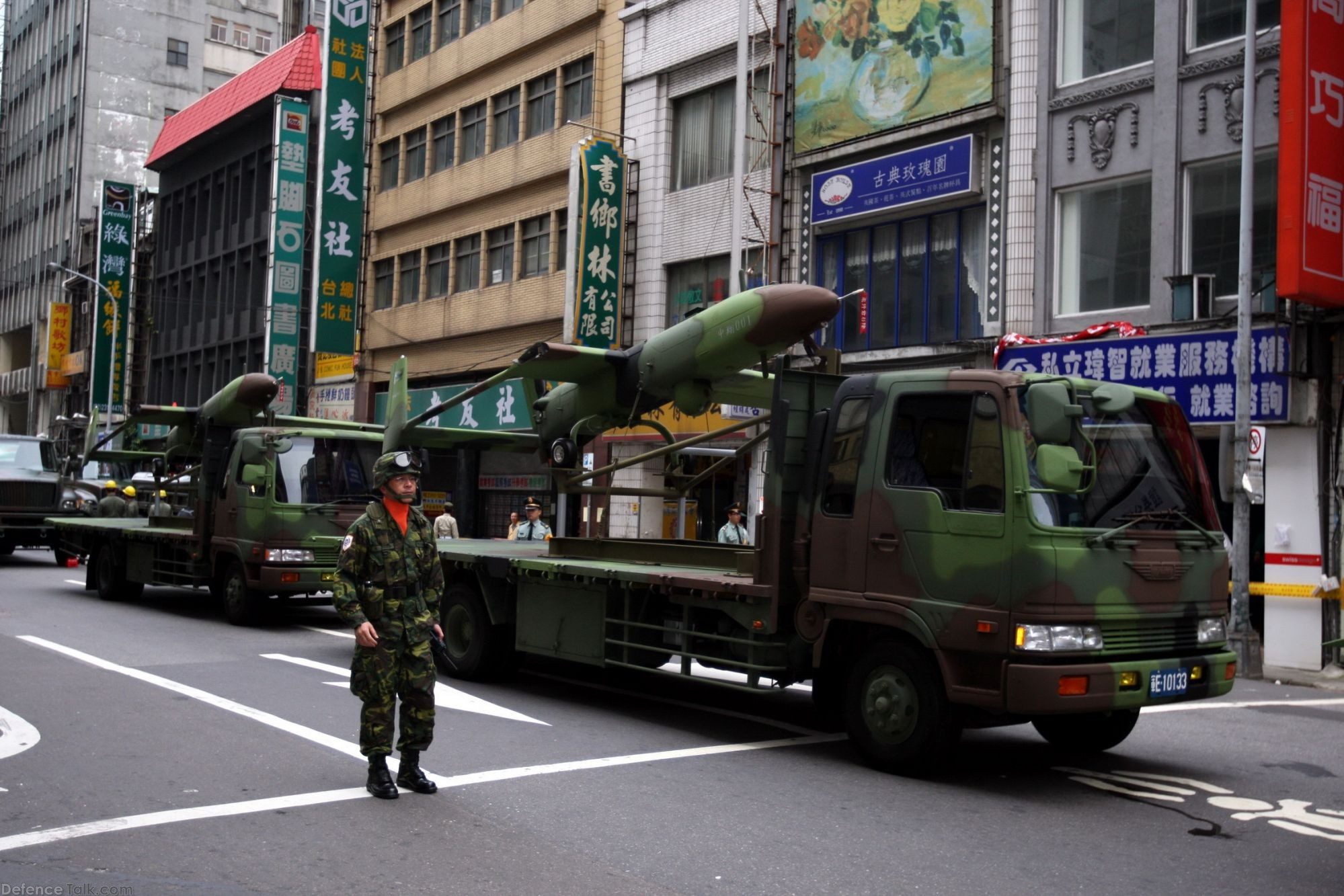
Um Chung Shyang II UAV de Taiwan.

A força operacional atual do Exército ROC inclui 3 exércitos, 5 corpos. Em 2005, as 35 brigadas do exército incluem 25 brigadas de infantaria, 5 brigadas blindadas e 3 brigadas de infantaria mecanizada. Todas as brigadas de infantaria se retiraram e foram transferidas para o Comando de Reserva após 2005.
Esta atualização reflete a ordem de batalha ROCA na conclusão do Plano de Reestruturação Jinjing em 2008.
Um novo tipo de unidade chamada equipe de defesa (守備隊) está sendo introduzido. Estes são formados por elementos de brigadas desativadas sob cada comando de defesa da área. A força de uma equipe de defesa pode variar de um ou mais batalhões reforçados, tornando-o aproximadamente igual a um regimento. A equipe CO é geralmente um coronel cheio.

### Sede do Comando do Exército da República da China
O Exército do ROC CHQ (中華民國國防部陸軍司令部) é dirigido por um general de 3 estrelas e é responsável pelo comando geral de todos os recursos do exército de ROC. O Exército GHQ é subordinado ao Chefe do Estado-Maior (militar), ao Ministro da Defesa Nacional (civil) e ao Presidente da ROC.

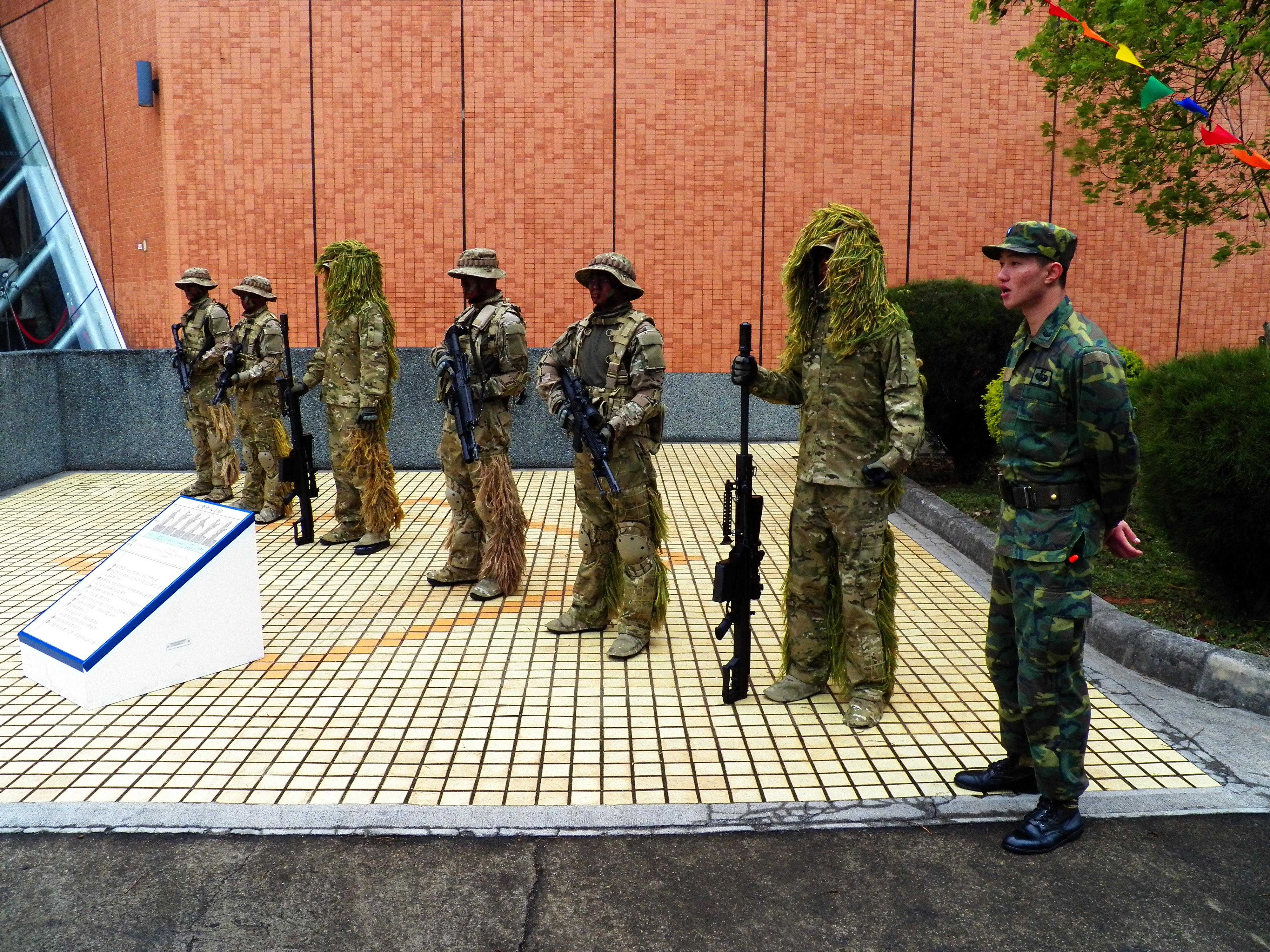
Equipe doe atiradores de elite do exército de ROC

- Unidades Internas: Pessoal, Preparação e Treinamento de Combate, Logística, Planejamento, Comunicações, Eletrônica e Informação, Assuntos Gerais, Controladoria, Inspetor Geral, Guerra Política.
- Comando de Aviação e Forças Especiais (航空特戰指揮部)

- 601º Brigada da cavalaria do ar (batalhão original da força especial transferido transferido para 862º Brigada)
- 602º Brigada da cavalaria do ar (batalhão original da força especial transferido transferido para 862º Brigada)
- 603º Brigada de Cavalaria de Ar (esta é uma unidade fantasma, só existe no papel, sem mão de obra, unidades, helicópteros atribuídos)
- 101º Batalhão do reconhecimento (sabido melhor como o homem rã do dragão do mar, tem uma estação da companhia em Kinmen, Matsu, 3 em Penghu, e outras ilhas da linha dianteira)
- Comando de Forças Especiais (特戰指揮部) Responsável por 3 centros de formação

- Centro de treinamento aerotransportado do exército (大武營「陸軍空降訓練中心」)
- Centro de treinamento das forças especiais do exército (谷關「陸軍特戰訓練中心」)
- Centro de Treinamento de Inverno e Montanha do Exército (武嶺寒訓中心)

- Comando de Operação Especial

- 862º Grupo de Operações Especiais (originalmente 862ª Brigada de Operações Especiais, com 3º, 4º e 6º batalhões que foram transferidos de volta das brigadas de aviação)
- 871º Grupo de Operações Especiais (unidades desconhecidas)